# 'Mamohato Bereng Seeiso
'Mamohato Bereng Seeiso (all'anagrafe Tabitha 'Masentle Lerotholi Mojela; Tebang, 28 aprile 1941 – Mantšonyane, 6 settembre 2003) è stata regina consorte del Lesotho dal 1966 al 1990 e dal 1995 al 1996, in quanto moglie di Moshoeshoe II.
Servì come reggente in tre occasioni e fu attiva a favore dei bambini svantaggiati.

## Biografia

### Istruzione e matrimonio
La principessa Tabitha nacque nel 1941 nel distretto di Mafeteng, ultimogenita di Thabo Lerotholi Mojela (1895-1961), capo di Tebang e veterano della prima guerra mondiale, e di Tabitha 'Masentle. Ebbe tre fratelli e una sorella.
Frequentò gli studi elementari alla Phoqoane Primary School e poi alla Mafeteng Controlled Intermediate School. Si iscrisse in seguito alla Basutoland High School e al Collegio Universitario Pio XII a Roma. Studiò anche in Regno Unito, al Bath Training College of Home Economics, e seguì un corso sulle donne rurali e la tecnologia all'Università di Reading.
Il 23 agosto 1962 sposò nella cattedrale di Maseru il capo supremo Constantine Bereng Seeiso, come lei discendente del capo Letsie I. Il 4 ottobre 1966 il Basutoland ottenne l'indipendenza dall'Impero britannico, trasformandosi nel Lesotho odierno.

### Regina del Lesotho
Il ruolo ricoperto dalla regina 'Mamohato negli affari amministrativi dello Stato, durante i periodi di crisi della monarchia, fu di fondamentale importanza per l'integrità del paese. Esercitò infatti la reggenza del regno durante il primo esilio del marito, dal giugno al dicembre 1970. Nel 1981 rappresentò il sovrano al matrimonio di Carlo del Regno Unito e di Diana Spencer, come unica reale africana presente.
Si impegnò in modo rilevante per il potenziamento dell'istruzione infantile, istituendo il Queen's National Trust Fund nel 1985 per fornire supporto ai bambini svantaggiati. Per finalità simili creò negli anni ottanta la Fondazione Hlokomela Bana ("prenditi cura dei bambini" in sotho del sud), che sostiene i bambini più vulnerabili, come gli orfani e i disabili, e istituì un asilo nido nel villaggio reale di Matsieng.
Praticò l'allevamento del pollame, del bestiame e anche l'agricoltura, aderendo alla tradizionale pratica del letsema, una forma cooperativa di volontariato agricolo. Si fece promotrice della cultura basotho tramite i suoi interessi, che includevano la danza tradizionale e il canto popolare. Nel 1990, da marzo a novembre, fu reggente del regno mentre Moshoeshoe II era in esilio. Resse una terza volta il trono dal 15 gennaio 1996, quando rimase vedova, fino alla seconda salita al trono del figlio Mohato.

### Morte
La regina madre morì alle 23:30 circa del 6 settembre 2003, nel St. James Hospital di Mantšonyane all'età di 62 anni. La causa del decesso fu un attacco di cuore. 'Mamohato soffriva già per un problema cardiaco e la sua salute peggiorò dalla morte di sua figlia Constance, nel 1994.
Si trovava a Mantšonyane per un ritiro spirituale con la legione di Sant'Anna alla Missione di Auray. Fu infatti una devota cattolica e membro attivo anche della legione di Santa Cecilia. Il 19 settembre si tennero i funerali di Stato e venne tumulata nel cimitero della Missione di St. Louis a Matsieng.
Alla sua morte la gestione degli enti che fondò fu affidata alla nuora, la regina 'Masenate.

## Patrocini
- Croce Rossa del Lesotho;[2]
- Lesotho Save the Children;[2]
- Lesotho Girl Guides Association (LGGA);[2]
- Fondazione Hlokomela Bana;[2]
- Lesotho National Council of Women.[2]

## Commemorazione
- Nel 2011 fu completata la costruzione del Queen Mamohato Memorial Hospital (QMMH) di Maseru;[19]
- Il 26 novembre 2015 fu inaugurato il Mamohato Children's Centre di Thaba Bosiu dall'ente benefico Sentebale (fondato dal figlio Seeiso con Henry del Regno Unito in memoria della regina e di Diana Spencer).[20]

## Discendenza
'Mamohato Bereng Seeiso e Moshoeshoe II del Lesotho ebbero due figli e una figlia:
- Re Letsie III (1963), con la moglie Anna Karabo Motšoeneng (1976) ha avuto tre figli;
- Principe Seeiso Bereng (1966), con la moglie 'Machaka Makara ha avuto tre figli;
- Principessa Constance (1969-1994).

## Titoli e trattamento
- 28 aprile 1941 - 4 ottobre 1966: Principessa Tabitha 'Masentle Lerotholi Mojela[21]
- 4 ottobre 1966 - 12 novembre 1990: Sua Maestà, la regina del Lesotho
  - 5 giugno 1970 - 5 dicembre 1970: Sua Maestà, la regina reggente del Lesotho
  - 10 marzo 1990 - 12 novembre 1990: Sua Maestà, la regina reggente del Lesotho
- 12 novembre 1990 - 25 gennaio 1995: Sua Maestà, la regina madre del Lesotho
- 25 gennaio 1995 - 15 gennaio 1996: Sua Maestà, la regina del Lesotho
- 15 gennaio 1996 - 7 febbraio 1996: Sua Maestà, la regina reggente del Lesotho
- 7 febbraio 1996 - 6 settembre 2003: Sua Maestà, la regina madre del Lesotho

## Ascendenza
|                          |     |                     | Genitori |  |  | Nonni |  |  | Bisnonni            |  |  | Trisnonni    |  |
|                          |     |                     |          |  |  |       |  |  | Letsie I Moshoeshoe |  |  | Moshoeshoe I |  |
|                          |     |                     |          |  |  |       |  |  | Letsie I Moshoeshoe |  |  | Moshoeshoe I |  |
|                          |     | 'Mamohato 'Mamabela |          |  |  |       |  |  | Letsie I Moshoeshoe |  |  |              |  |
| Mojela Letsie            |     |                     |          |  |  |       |  |  | Letsie I Moshoeshoe |  |  |              |  |
|                          |     | ...                 | ...      |  |  |       |  |  |                     |  |  |              |  |
|                          |     | ...                 | ...      |  |  |       |  |  |                     |  |  |              |  |
|                          |     | ...                 | ...      |  |  |       |  |  |                     |  |  |              |  |
| Thabo Lerotholi Mojela   |     | ...                 |          |  |  |       |  |  |                     |  |  |              |  |
|                          |     | ...                 | ...      |  |  |       |  |  |                     |  |  |              |  |
|                          |     | ...                 | ...      |  |  |       |  |  |                     |  |  |              |  |
|                          |     | ...                 | ...      |  |  |       |  |  |                     |  |  |              |  |
| ...                      |     | ...                 |          |  |  |       |  |  |                     |  |  |              |  |
|                          |     | ...                 | ...      |  |  |       |  |  |                     |  |  |              |  |
|                          |     | ...                 | ...      |  |  |       |  |  |                     |  |  |              |  |
|                          |     | ...                 | ...      |  |  |       |  |  |                     |  |  |              |  |
| 'Mamohato Bereng Seeiso  |     | ...                 |          |  |  |       |  |  |                     |  |  |              |  |
|                          | ... | ...                 |          |  |  |       |  |  |                     |  |  |              |  |
|                          | ... | ...                 |          |  |  |       |  |  |                     |  |  |              |  |
|                          | ... | ...                 |          |  |  |       |  |  |                     |  |  |              |  |
| ...                      | ... |                     |          |  |  |       |  |  |                     |  |  |              |  |
|                          |     | ...                 | ...      |  |  |       |  |  |                     |  |  |              |  |
|                          |     | ...                 | ...      |  |  |       |  |  |                     |  |  |              |  |
|                          |     | ...                 | ...      |  |  |       |  |  |                     |  |  |              |  |
| Thabita 'Masentle Mojela |     | ...                 |          |  |  |       |  |  |                     |  |  |              |  |
|                          |     | ...                 | ...      |  |  |       |  |  |                     |  |  |              |  |
|                          |     | ...                 | ...      |  |  |       |  |  |                     |  |  |              |  |
|                          |     | ...                 | ...      |  |  |       |  |  |                     |  |  |              |  |
| ...                      |     | ...                 |          |  |  |       |  |  |                     |  |  |              |  |
|                          |     | ...                 | ...      |  |  |       |  |  |                     |  |  |              |  |
|                          |     | ...                 | ...      |  |  |       |  |  |                     |  |  |              |  |
|                          |     | ...                 | ...      |  |  |       |  |  |                     |  |  |              |  |
|                          |     | ...                 |          |  |  |       |  |  |                     |  |  |              |  |